# Spridnings- och Hämtningssystem
SHS (Spridnings- och Hämtningssystem) är ett koncept för säkert och pålitligt utbyte av information mellan offentliga organisationer. Informationsutbytet är standardiserat vilket innebär att samma teknik används vare sig mottagaren är ett internt verksamhetssystem eller en annan myndighet. Specifikationerna togs fram av Skatteverket och Försäkringskassan samt Statskontoret som genomförde upphandlingen. Specifikationerna förvaltades under flera år av Verva, förvaltningen flyttades till Kammarkollegiet när myndigheten Verva lades ned men har där efter flyttats vidare till Försäkringskassan. SHS finns tillgänglig som produkt från två leverantörer genom ramavtal för Licensförsörjning från Kammarkollegiet.
Funktionen säker meddelandehantering enligt SHS finns också som tjänst från andra leverantörer som slutit ramavtal med E-förvaltningsstödjande tjänster.

## Funktioner
- Protokoll - SHS-meddelanden skickas mellan olika noder enligt ett standardiserat protokoll. En inledande etikett innehåller adresseringsinformation och metadata. Därefter följer S/MIME-paketerade datadelar som kan vara både signerade och krypterade.
- Aktör - Ägaren av en SHS-nod kallas för aktör och meddelanden skickas alltid mellan aktörer/noder.
- Produkttyp - Alla meddelanden är uppmärkta med en produkttyp som definierar innehållet i meddelandet.
- Gränssnitt - Kommandoradsapplikationer och API:er är standardiserade för att förenkla byte av leverantörer.
- Katalogtjänst - Genom en gemensam katalogtjänst publicerar de olika SHS-aktörerna information